# Kreace (fyzika)

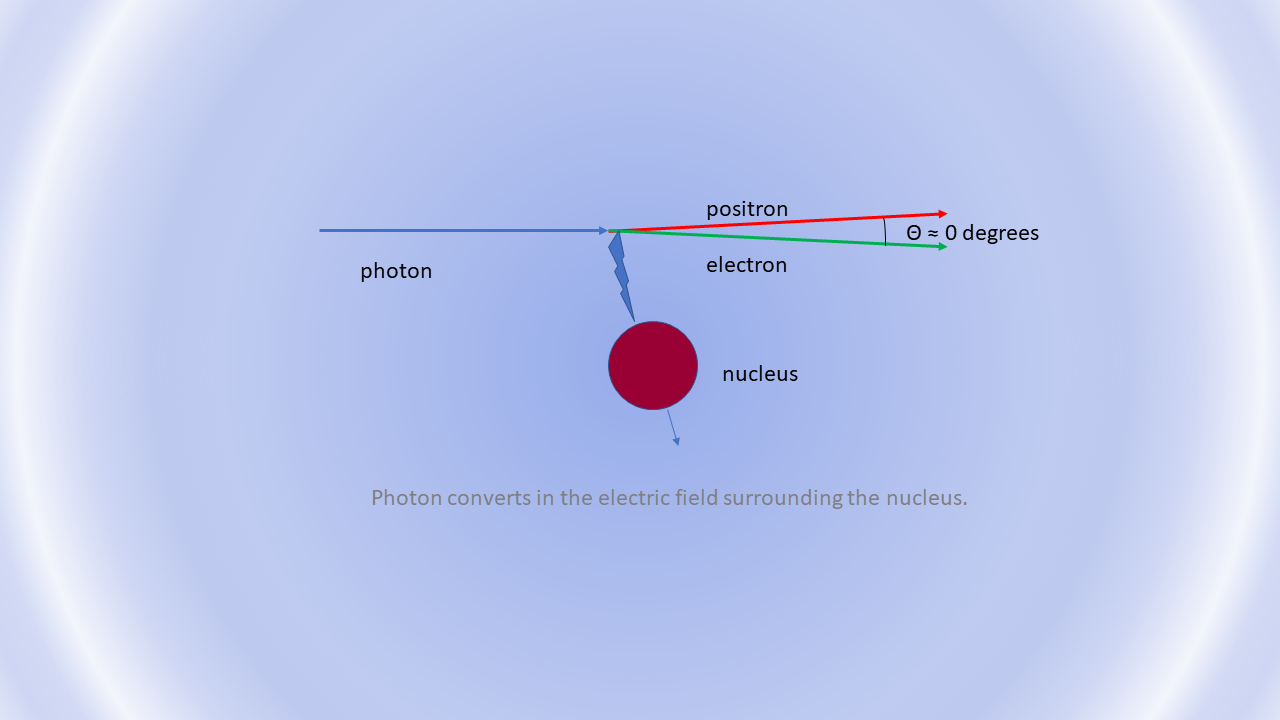
Tvorba elektron-pozitronového páru při interakci vysokoenergetického γ záření s elektrickým polem atomového jádra, které dostane malý náraz.

Kreace je proces v částicové fyzice inverzní k anihilaci. Jedná se o přeměnu částic s nulovou klidovou hmotností na jednu nebo více hmotných částic. Všechny známé částice s nulovou klidovou hmotností jsou bosony, naopak nejznámější hmotné částice jsou fermiony. Nejběžnějším příkladem kreace je tedy tvorba částic hmoty ze dvou fotonů.

## Tvorba párů částic a antičástic
Vzhledem k platnosti zákona zachování hybnosti nemůže dojít k vytvoření dvou částic hmoty (fermionů) z jediného fotonu. Nicméně fyzikální zákony kreaci umožňují v přítomnosti jiné částice, která sdílí hybnost primárního fotonu. Může tak dojít ke kreaci ze dvou fotonů.
Zákon zachování energie stanovuje minimální fotonové energie potřebné k vytvoření páru fermionů. Tato prahová energie musí být vyšší než celková klidová energie vytvořených fermionů. Pro vytvoření páru elektron pozitron musí být energie alespoň 2mec2 = 2 × 0.511 MeV = 1.022 MeV (me je klidová hmotnost jednoho elektronu c je rychlost světla ve vakuu), což je energie odpovídající páru fotonů měkkého gama záření. Kreace páru hmotnějších částic, například protonu a antiprotonu vyžaduje fotony s energií 1,88 GeV, což odpovídá tvrdému gama záření.
První výpočty rychlosti kreace elektron-pozitronových párů v kolizích fotonů provedl Lev Landau v roce 1934. Předpověděl, že proces tvorby elektron-pozitronových párů převládá ve srážkách ultra-relativistických nabitých částic, protože při těchto kolizích jsou vyzařovány fotony ve směru pohybu původních částic, což významně zvyšuje fotonový tok.
Ve vysokoenergetických urychlovačích částic se tohoto principu užívá k tvorbě celé řady těžkých exotických částic, zejména párů těžkých fermionů.
Jak je uvedeno výše, chceme-li produkovat baryonovou hmotu fotonového plynu, musí mít tento plyn velmi vysokou hustotu fotonů, ale rovněž i vysokou energii částic, která musí být vyšší než klidová hmotnost produkovaného páru. To odpovídá rovněž vysoké teplotě. Pro tvorbu elektron-pozitronových párů je prahová teplota 1010 K, 1013 K potom pro pár proton-antiproton a neutron-antineutron. Při ještě vyšších teplotách v raném vesmíru docházelo podle teorie velkého třesku ke konverzi mezi fotony a fermiony volně. Když se vesmír ochladil, převážila anihilace nad kreací a z původních částic tak zbyl zhruba jeden fermion z miliardy, tyto zbylé částice tvoří nám dnes známou hmotu.